# Federazione di rugby a 15 dell'Uzbekistan
Federacija regbi uzbekistana (in russo Федерация регби Узбекистана?), anche nota con il nome internazionale di Uzbekistan Rugby Federation, è l'organismo di gestione del rugby a 15 e del rugby a 7 in Uzbekistan.
Fondata nel 2002, è affiliata da tale data ad Asia Rugby ed è dal 2004 membro affiliato di World Rugby.